# Víz, zene, virág fesztivál
A Víz, zene, virág fesztivál Tata városának és a Közép-Dunántúli Régió egyik legnagyobb, százezer főt meghaladó látogatót fogadó eseménye, a tíz legnépszerűbb hazai fesztivál egyike a Magyar Turizmus Zrt. forrása alapján. A rendezvényre 1994 óta minden év júniusának utolsó hétvégéjén kerül sor. A fesztivál három napja alatt több helyszínen közel kétszáz zenekari előadás, kiállítás, kulturális, sport- és gyerekprogram zajlik, melyet hagyományos kirakodóvásár, tűzijáték és légi bemutató kísér. A rendezvény szlogenje: „Családi fesztivál Tatán”, utalva arra, hogy az eseményen minden generáció önfeledten, kulturáltan és biztonságosan szórakozhat.

## Története
A rendezvény ötletgazdája és elindítója Szentessy Lászlóné Éva, aki akkoriban a Magyary Zoltán Művelődési Központ igazgatója volt Tatán. Egy barokk virágkötészeti fesztivál és kiállítás óriási látogatottsága kapcsán jött a Víz, zene, virág fesztivál ötlete 1994-ben. Kezdetben a Művelődési Központ munkatársai végezték a szervezési feladatokat. Később, ahogy bővült a fesztivál, egyre több civil szervezet kapcsolódott bele a munkába, például a Tatai Vitorlás Egyesület, Tatai Sárkányhajó és Természetjáró Egyesület, Polgárőrség Tata, Sződligeti Sárkányhajó és Természetvédő Egyesület. Közben a fesztiválszervezők megkeresték a kistérségi polgármestereket, hogy községük vegyen részt a programokban. Szükség volt egy szervezői csoport létrehozására, hogy a társadalmi támogatottság biztosítva legyen. 1998-tól Tata Város polgármestere, Kerti Katalin hivatalosan kinevezte a Fesztivál Igazgatóságot. Ez a szervezet már elő tudta teremteni a szükséges anyagi hátterét a rendezvénynek. A technikai hátteret és a szervezéssel járó teendőket továbbra is a Művelődési Központ munkatársai látták el.
1999-ben megalakult a Víz, zene, virág fesztivál Közhasznú Egyesület, mely átvette a Fesztivál Igazgatóság szerepét. Az egyesület vezetői, a szervezési munka átvállalásával, azaz a szponzorok, támogatók megnyerésével, illetve a különböző szolgáltatást biztosító cégek kiválasztásával, tárgyalásokkal, levette a terhet a programokat összeállító Művelődési Központ szakembereinek válláról. 2001-ben Szentessy Lászlóné távozott az egyesületből. Az egyesület elnöki teendőit 1999–2007 között Kálovics Imre, 2007-től napjainkig pedig Essősy András látta, illetve látja el. Ezután kialakult egy szűk elnökség, amely funkcionális felépítésű, minden területnek felelőse van. Az előkészületi munkákat már a Fesztivál előtti évben megkezdik: a szakemberek összeállítják az előzetes programtervet megtartva a rendezvény hagyományos vázát. Továbbá megtörténik az előszerződések megkötése a műsorra vonatkozóan, végig gondolják a források bővítésének lehetőségeit, kijelölik a helyszíneket. A látogatószám meghaladja a százezres nagyságrendet. A nagy tömegre és a forgalomra való tekintettel a biztonsági intézkedések fokozottabb figyelembevételére volt szükség.

## A fesztivál célja
Elsődleges cél Tata arculatának formálása, a testvérvárosi kapcsolatok erősítése, kisebbségi kultúra népszerűsítése, a kistérség kulturális életének bemutatása. Törekvésés Tata műemlékeinek reflektorfénybe állítására, olyan műemléki épületek használatára, amelyek egész évben zárva vannak a nagyközönség előtt, például a Fellner Jakab által tervezett Vízi vágóhíd épülete, a Várban a Török kori átjáró, illetve az Eszterházy Kastély.
A Fesztivál filozófiája a 2010-es évektől a fenntarthatóság köré épül, a Víz az ökológiai gondolkodást és a környezettudatosságot, a Zene a társadalmi befogadást és a toleranciát, a Virág a testi-lelki harmóniát és a családi élet egyensúlyát képviseli.

### Célcsoport
- Családok: a rendezvény programjai a felnőtteket és a gyerekeket egyaránt szórakoztatják.
- Fiatalok: a megrendezett koncertek, utcabál, egyéb zenei és sport jellegű programok elsősorban a fiatal korosztály számára vonzóak.
- Helyi és környékbeli lakosok: egy rangos kulturális esemény a környékben lakókat is megmozgatja, egyúttal „vendéglátók” is.
- Magyarországi turisták: a látogatók az ország minden tájáról érkeznek Tatára.
- Külföldi turisták: elsősorban a testvérvárosok, illetve a szlovák határ menti települések lakói mellett a megyét kedvelő holland, német, és osztrák turisták.

## Programok
A „vizes programok” között regatta, vitorlás verseny, korábban jetski, motorcsónak- és hidroplán bemutató, valamint vízi karnevál szerepel.
A „virágos” esemény a Magyar Virágkötők Egyesülete által szervezett virágkötő verseny és virágkötészeti kiállítás. Virágkompozíciók díszítik a várat, a várkapukat és a kastély homlokzatát. A kastély udvarán virágpiac, az épületben virágkötészeti kiállítás tekinthető meg.
A „zenés” kínálatban könnyű-, komoly- és népzenei együttesek, táncosok és tánccsoportok, kórusok, hazai- és külföldi sztárok szerepelnek.
Zsűrizett kézműves termékek és mesteremberek bemutatói – többek között fafaragó szobrász, lópatkoló kovács, díszmű-kovács, korongozó fazekas, nemezes, csuhé- szalmafonó, ötvös, mézeskalácsfestő, szűcs, üvegfestő – várja a látogatókat a fesztivál ideje alatt. Jégszobrász és gyümölcsszobrász munkáit, képzőművészeti kiállításokat és gasztronómiai rendezvényeket is magában foglal a fesztivál.
Gyerekeknek szóló programok: bábelőadások, arcfestés, játszóház, ügyességi játékok, zenei és prózai darabok, animátorok programjai.

## Helyszínek
A fesztivál helyszínei: Öreg-tó, Tatai vár, Várudvar, Török kori átjáró, Eszterházy kastély, Kastély tér, Magyary Zoltán Művelődési Központ, THAC-sportpálya, Építők parkja, valamint Tata számos pontja.

## Külső hivatkozások
- Víz, zene, virág fesztivál blogja
- Víz, zene, virág fesztivál Egyesület hivatalos honlapja
- Víz, zene, virág fesztivál - FesztPortal
- A Víz, zene, virág fesztivál képekben
- Magyarország – fesztiválország
- Víz, zene, virág fesztivál Tatán
- Víz, zene, virág fesztivál, Tata
- Víz, zene, virág fesztivál 2011 - fesztivál program – Tata Archiválva 2012. június 5-i dátummal a Wayback Machine-ben
- Tömegek érkeztek a Víz-Zene-Virág Fesztiválra
- Tatai barangolások, fényképes városi túraajánlatok
- A Debreceni Virágkarnevál népszerű és elismert[halott link]
- Tízből kilencen ismernek hazai fesztivált, a fesztiválok látogatása egyre népszerűbb: Vezet a könnyűzene és a gasztronómia